# 이상훈 (1973년)
이상훈(李相勳, 1973년 12월 2일 ~ )은 대한민국의 바둑 기사이다.

## 약력
경기도 용인시 출신으로 1989년에 입단했다. 1991년 국수전과 1993년 KBS바둑왕전, 1994년 연승바둑최강전 본선에 진출했다. 1997년 5단으로 승단했고 2000년 6단을 거쳐 2001년 7단으로 승단했다. 2002년 제21기 KBS바둑왕전에서 준우승을 차지한 바 있다. 2005년 하호정 2단과 결혼함으로써, 부부 프로기사가 되었고 같은 해 12월에 9단으로 승단하였다.